# Florian Bernschneider

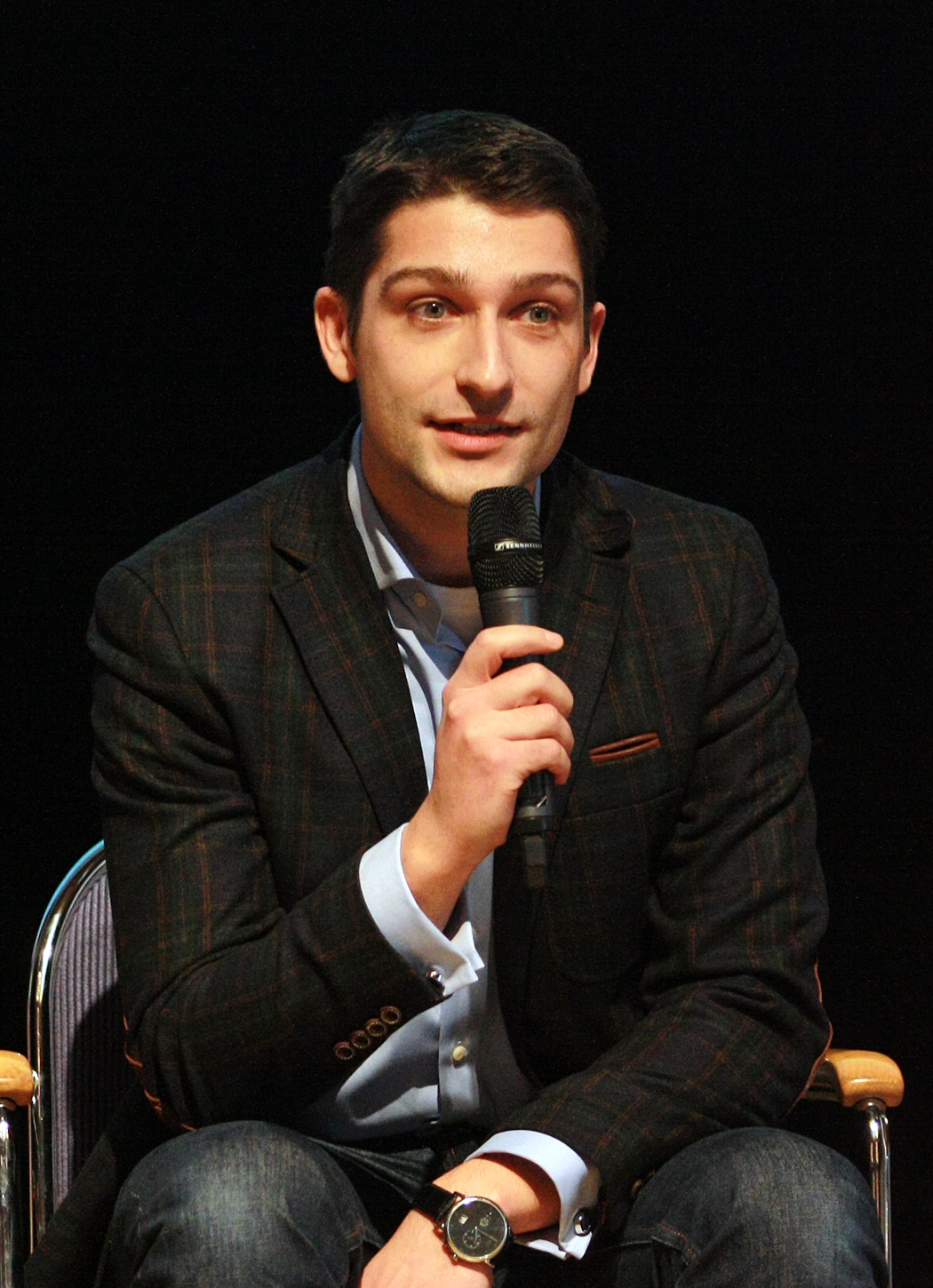
Florian Bernschneider am 2. Februar 2012

Florian Bernschneider (* 15. Dezember 1986 in Braunschweig) ist ein deutscher Betriebswirt (BA) und Politiker (FDP). Von 2009 bis 2013 war er das jüngste Mitglied im Deutschen Bundestag.

## Leben
Nach dem Abitur 2006 am Gymnasium Martino-Katharineum absolvierte Bernschneider ein Studium der Betriebswirtschaftslehre an der Dualen Hochschule Baden-Württemberg (DHBW), das er 2010 mit dem Bachelor of Arts abschloss. 
2007 wurde er Mitarbeiter bei der Norddeutschen Landesbank. Nach seinem Ausscheiden aus dem Bundestag 2013 war Bernschneider zunächst in der Geschäftsführung einer Mittelstandsberatung tätig und wurde dann Hauptgeschäftsführer des Arbeitgeberverbandes Region Braunschweig. 2023 wechselt er in den Vorstand der Baugenossenschaft Wiederaufbau.
Bernschneider ist verheiratet und hat eine Tochter. Er wohnt im Braunschweiger Stadtbezirk Lehndorf-Watenbüttel.

## Politischer Werdegang
2002 trat Bernschneider den Jungen Liberalen (JuLis), dem Jugendverband der FDP, bei. Im Jahr darauf wurde er zum Kreisvorsitzenden der JuLis Braunschweig gewählt; diese Funktion übte er bis zum 8. September 2009 aus und ist seitdem Beisitzer im Vorstand der Braunschweiger JuLis. Im Jahr 2004 wurde er in den Landesvorstand der JuLis Niedersachsen gewählt und war von 2005 bis 2008 deren Stellvertretender Landesvorsitzender für Presse- und Öffentlichkeitsarbeit. Auf dem 36. Bundeskongress in Braunschweig 2008 wurde er als Beisitzer für Werbemittel und Aktionen in den Bundesvorstand der Jungen Liberalen gewählt.
In die Freie Demokratische Partei (FDP) trat Bernschneider 2003 ein. Zur Bundestagswahl 2005 wurde er zum Wahlkampfleiter der FDP Braunschweig ernannt, seit demselben Jahr ist er Beisitzer im Kreisvorstand der FDP Braunschweig. Im Jahr 2008 wurde er zum stellvertretenden Vorsitzenden des FDP-Bezirksverbands Braunschweig gewählt. Er ist Beisitzer im Landesvorstand der FDP Niedersachsen.
Im Alter von 19 Jahren kandidierte Bernschneider erstmals bei einer politischen Wahl, bei den Kommunalwahlen in Niedersachsen 2006. Bei der Ratswahl 2006 erhielt er 0,9 % der gültigen Stimmen im Gemeindewahlbereich 12 von Braunschweig (Östlicher Ring) und wurde nicht gewählt. Bei der Wahl des Stadtbezirksrats im Braunschweiger Stadtbezirk 120 (Östliches Ringgebiet) erhielt er mit 0,7 % der gültigen Stimmen ebenfalls kein Mandat. Zwei Jahre später, bei der Landtagswahl in Niedersachsen 2008, erhielt er im Landtagswahlkreis 2 Braunschweig-Süd 5,2 % der gültigen Erststimmen; sein Platz 42 auf dem Landeswahlvorschlag der FDP reichte nicht für einen Einzug in den Landtag.
Zur Bundestagswahl 2009 nominierten ihn der JuLi-Landesverband und der FDP-Bezirksverband als ihren Spitzenkandidaten. Als Direktkandidat im Wahlkreis Braunschweig erhielt er 5,4 % der Erststimmen. Seine Partei erhielt dort 11,4 % der Zweitstimmen, im Landesdurchschnitt 13,3 %. Bernschneider zog auf Platz 7 der niedersächsischen FDP-Landesliste in den 17. Deutschen Bundestag ein. Mit 22 Jahren war er dort der jüngste Abgeordnete. Von der FDP-Bundestagsfraktion wurde er zu deren Jugendpolitischem Sprecher gewählt. Er war ordentliches Mitglied im parlamentarischen Beirat für nachhaltige Entwicklung, im Unterausschuss „Bürgerschaftliches Engagement“, im Ausschuss für Familie, Senioren, Frauen und Jugend, in der Enquete-Kommission Wachstum, Wohlstand, Lebensqualität, stellvertretendes Mitglied im Ausschuss für Bildung, Forschung und Technikfolgenabschätzung, stellvertretendes Mitglied im Innenausschuss sowie stellvertretendes Mitglied in der Enquete-Kommission „Internet und digitale Gesellschaft“.
Durch das Scheitern seiner Partei an der Fünf-Prozent-Hürde bei der Bundestagswahl 2013 schied er im Oktober 2013 aus dem Bundestag aus.